# Fred Lynn
Pour les articles homonymes, voir Lynn.
Frederic Michael Lynn (né le 3 février 1952 à Chicago, Illinois, États-Unis) est un ancien joueur américain de baseball ayant évolué dans les Ligues majeures de 1974 à 1990.
En 1975, il est devenu le premier joueur des majeures à être nommé joueur par excellence de la saison régulière et recrue de l'année dans la même saison. En 1982, il est le premier à être élu joueur par excellence d'une Série de championnat malgré la défaite de son équipe.
Fred Lynn a remporté 4 Gants dorés pour son excellence en défensive à la position de voltigeur de centre et été choisi à 9 reprises pour le match des étoiles du baseball majeur, dont il fut le joueur par excellence lors de la classique de 1983. Il est le seul joueur de l'histoire des majeures à avoir frappé un grand chelem dans une partie d'étoiles.

## Carrière

### Red Sox de Boston
Fred Lynn est un choix de deuxième ronde des Red Sox de Boston en 1973. Il participe à 15 matchs avec l'équipe en 1974 puis joue sa saison recrue en 1975. Sa moyenne au bâton s'élève à, 331 lors de cette première saison complète, la 2e meilleure de la Ligue américaine derrière Rod Carew. Il domine la Ligue américaine pour les points marqués (103), les doubles (47) et la moyenne de puissance (,566).  Il frappe 175 coups sûrs, dont 21 circuits et produit 105 points. Il est élu recrue de l'année et joueur par excellence de la saison régulière, devenant le premier athlète dans les majeures à recevoir ces deux honneurs la même année. L'exploit n'a depuis été réédité qu'une seule fois, par Ichiro Suzuki des Mariners de Seattle en 2001. Lynn remporte aussi en 1975 le premier de 4 Gants dorés et reçoit la première de 9 invitations consécutives au match des étoiles.
Lynn joue à Boston jusqu'à la fin de la saison 1980 et présente une moyenne au bâton supérieure à, 300 à quatre reprises. Il remporte 3 autres Gants dorés (1978, 1979 et 1980). 
Avec une moyenne de, 333 en 1979, il remporte le championnat des frappeurs de la Ligue américaine. En plus d'afficher sa meilleure moyenne au bâton en carrière, il établit cette année-là des sommets personnels pour les coups sûrs (177), les circuits (39), les points produits (122) et les points marqués (116).

### Angels de la Californie
Le 23 janvier 1981, les Red Sox de Boston échangent Fred Lynn et le lanceur Steve Renko aux Angels de la Californie en retour de Frank Tanana, Jim Dorsey et Joe Rudi.
À sa première saison chez les Angels, Lynn est à l'écart du jeu pour de nombreuses parties et ne participe qu'à 76 matchs, affichant une très faible moyenne au bâton de, 216. Il revient cependant en forme dès 1982, frappant pour, 299 et aidant les Angels à remporter le championnat de la division Ouest. En Série de championnat de la Ligue américaine, il frappe 11 coups sûrs en seulement 18 présences à la plaque, pour une impressionnante moyenne au bâton de, 611 en cinq parties. Lynn est nommé joueur par excellence de la Série, devenant le premier joueur à mériter cet honneur alors que son équipe subit l'élimination, la Californie baissant pavillon devant les Brewers de Milwaukee.

### Orioles, Tigers et Padres
Après la saison 1984, Fred Lynn signe un contrat comme agent libre avec les Orioles de Baltimore, avec qui il s'alignera jusqu'en 1988. 
De la saison 1983, sa dernière avec les Angels de la Californie, jusqu'en 1987, Lynn frappe exactement 23 coups de circuit à chaque saison. Il égale le record de quatre saisons consécutives avec exactement le même nombre de circuits (Ken Boyer en avait frappé 24 chaque année de 1961 à 1964 et, plus tard, Adam Dunn en frappera 40 chaque saison de 2005 à 2008).
Avant la date limite des échanges en 1988, les Orioles transfèrent Lynn aux Tigers de Détroit en retour du receveur Chris Hoiles. Il s'aligne avec les Tigers en 1989 mais ses statistiques offensives continuent à décliner. Après avoir signé un contrat comme joueur autonome avec les Padres de San Diego, il joue une dernière saison en 1990 et annonce sa retraite.
Fred Lynn a joué 1969 parties dans les Ligues majeures de baseball. Il a maintenu une moyenne au bâton de, 283 avec 1063 coups sûrs, dont 388 doubles, 43 triples et 306 circuits. Il a produit 1 111 points et en a marqué 1 063.
Le 14 novembre 2002, il a été intronisé au Temple de la renommée des Red Sox de Boston, sa première équipe.